# Grand Prix Formule 1 van België 2020
De Grand Prix Formule 1 van België 2020 werd verreden op 30 augustus 2020 op Circuit Spa-Francorchamps. Het was vanwege het coronavirus de zevende race van het aangepaste kampioenschap.

## Vrije trainingen

### Uitslagen
- Enkel de top vijf wordt weergegeven.

| Vrije training 1 | Pos. | Nr. | Coureur          | Constructeur              | Tijd     |
| ---------------- | ---- | --- | ---------------- | ------------------------- | -------- |
| Vrije training 1 | 1    | 77  | Valtteri Bottas  | Mercedes                  | 1.44.493 |
| Vrije training 1 | 2    | 44  | Lewis Hamilton   | Mercedes                  | 1:44.562 |
| Vrije training 1 | 3    | 33  | Max Verstappen   | Red Bull-Honda            | 1:44.574 |
| Vrije training 1 | 4    | 11  | Sergio Pérez     | Racing Point-BWT Mercedes | 1:44.629 |
| Vrije training 1 | 5    | 18  | Lance Stroll     | Racing Point-BWT Mercedes | 1:44.868 |
| Vrije training 2 | Pos. | Nr. | Coureur          | Constructeur              | Tijd     |
| Vrije training 2 | 1    | 33  | Max Verstappen   | Red Bull-Honda            | 1:43.744 |
| Vrije training 2 | 2    | 3   | Daniel Ricciardo | Renault                   | 1:43.792 |
| Vrije training 2 | 3    | 44  | Lewis Hamilton   | Mercedes                  | 1:43.840 |
| Vrije training 2 | 4    | 23  | Alexander Albon  | Red Bull-Honda            | 1:44.134 |
| Vrije training 2 | 5    | 11  | Sergio Pérez     | Racing Point-BWT Mercedes | 1:44.137 |
| Vrije training 3 | Pos. | Nr. | Coureur          | Constructeur              | Tijd     |
| Vrije training 3 | 1    | 44  | Lewis Hamilton   | Mercedes                  | 1:43.255 |
| Vrije training 3 | 2    | 31  | Esteban Ocon     | Renault                   | 1:43.485 |
| Vrije training 3 | 3    | 4   | Lando Norris     | McLaren-Renault           | 1:43.641 |
| Vrije training 3 | 4    | 23  | Alexander Albon  | Red Bull-Honda            | 1:43.731 |
| Vrije training 3 | 5    | 77  | Valtteri Bottas  | Mercedes                  | 1.43.813 |

## Kwalificatie
| Pos.                   | Nr. | Coureur            | Constructeur              | Kwalificatietijden | Kwalificatietijden | Kwalificatietijden | Grid |
| Pos.                   | Nr. | Coureur            | Constructeur              | Q1                 | Q2                 | Q3                 | Grid |
| ---------------------- | --- | ------------------ | ------------------------- | ------------------ | ------------------ | ------------------ | ---- |
| 1                      | 44  | Lewis Hamilton     | Mercedes                  | 1:42.323           | 1:42.014           | 1:41.252           | 1    |
| 2                      | 77  | Valtteri Bottas    | Mercedes                  | 1:42.534           | 1:42.126           | 1:41.763           | 2    |
| 3                      | 33  | Max Verstappen     | Red Bull-Honda            | 1:43.197           | 1:42.473           | 1:41.778           | 3    |
| 4                      | 3   | Daniel Ricciardo   | Renault                   | 1:43.309           | 1:42.487           | 1:42.061           | 4    |
| 5                      | 23  | Alexander Albon    | Red Bull-Honda            | 1:43.418           | 1:42.193           | 1:42.264           | 5    |
| 6                      | 31  | Esteban Ocon       | Renault                   | 1:43.505           | 1:42.534           | 1:42.396           | 6    |
| 7                      | 55  | Carlos Sainz jr.   | McLaren-Renault           | 1:43.322           | 1:42.478           | 1:42.438           | 7    |
| 8                      | 11  | Sergio Pérez       | Racing Point-BWT Mercedes | 1:43.349           | 1:42.670           | 1:42.532           | 8    |
| 9                      | 18  | Lance Stroll       | Racing Point-BWT Mercedes | 1:43.265           | 1:42.491           | 1:42.603           | 9    |
| 10                     | 4   | Lando Norris       | McLaren-Renault           | 1:43.514           | 1:42.722           | 1:42.657           | 10   |
| 11                     | 26  | Daniil Kvjat       | AlphaTauri-Honda          | 1:43.267           | 1:42.730           |                    | 11   |
| 12                     | 10  | Pierre Gasly       | AlphaTauri-Honda          | 1:43.262           | 1:42.745           |                    | 12   |
| 13                     | 16  | Charles Leclerc    | Ferrari                   | 1:43.656           | 1:42.996           |                    | 13   |
| 14                     | 5   | Sebastian Vettel   | Ferrari                   | 1:43.567           | 1:43.261           |                    | 14   |
| 15                     | 63  | George Russell     | Williams-Mercedes         | 1:43.630           | 1:43.468           |                    | 15   |
| 16                     | 7   | Kimi Räikkönen     | Alfa Romeo-Ferrari        | 1:43.743           |                    |                    | 16   |
| 17                     | 8   | Romain Grosjean    | Haas-Ferrari              | 1:43.838           |                    |                    | 17   |
| 18                     | 99  | Antonio Giovinazzi | Alfa Romeo-Ferrari        | 1:43.950           |                    |                    | 18   |
| 19                     | 6   | Nicholas Latifi    | Williams-Mercedes         | 1:44.138           |                    |                    | 19   |
| 20                     | 20  | Kevin Magnussen    | Haas-Ferrari              | 1:44.314           |                    |                    | 20   |
| Q1 107% tijd: 1:49.485 |     |                    |                           |                    |                    |                    |      |

## Wedstrijd
| Pos.  | Nr. | Coureur            | Constructeur              | Rondes | Tijd / Oorzaak uitval | Grid | Punten |
| ----- | --- | ------------------ | ------------------------- | ------ | --------------------- | ---- | ------ |
| 1     | 44  | Lewis Hamilton     | Mercedes                  | 44     | 1:24:08.761           | 1    | 25     |
| 2     | 77  | Valtteri Bottas    | Mercedes                  | 44     | +8.448                | 2    | 18     |
| 3     | 33  | Max Verstappen     | Red Bull-Honda            | 44     | +15.455               | 3    | 15     |
| 4     | 3   | Daniel Ricciardo   | Renault                   | 44     | +18.877               | 4    | 13S    |
| 5     | 31  | Esteban Ocon       | Renault                   | 44     | +40.650               | 6    | 10     |
| 6     | 23  | Alexander Albon    | Red Bull-Honda            | 44     | +42.712               | 5    | 8      |
| 7     | 4   | Lando Norris       | McLaren-Renault           | 44     | +43.774               | 10   | 6      |
| 8     | 10  | Pierre Gasly       | AlphaTauri-Honda          | 44     | +47.371               | 12   | 4      |
| 9     | 18  | Lance Stroll       | Racing Point-BWT Mercedes | 44     | +52.603               | 9    | 2      |
| 10    | 11  | Sergio Pérez       | Racing Point-BWT Mercedes | 44     | +53.179               | 8    | 1      |
| 11    | 26  | Daniil Kvjat       | AlphaTauri-Honda          | 44     | +1:10.200             | 11   |        |
| 12    | 7   | Kimi Räikkönen     | Alfa Romeo-Ferrari        | 44     | +1:11.504             | 16   |        |
| 13    | 5   | Sebastian Vettel   | Ferrari                   | 44     | +1:12.894             | 14   |        |
| 14    | 16  | Charles Leclerc    | Ferrari                   | 44     | +1:14.920             | 13   |        |
| 15    | 8   | Romain Grosjean    | Haas-Ferrari              | 44     | +1:16.793             | 17   |        |
| 16    | 6   | Nicholas Latifi    | Williams-Mercedes         | 44     | +1:17.795             | 19   |        |
| 17    | 20  | Kevin Magnussen    | Haas-Ferrari              | 44     | +1:25.540             | 20   |        |
| DNF   | 99  | Antonio Giovinazzi | Alfa Romeo-Ferrari        | 9      | Ongeluk               | 18   |        |
| DNF   | 63  | George Russell     | Williams-Mercedes         | 9      | Botsing met puin      | 15   |        |
| DNS   | 55  | Carlos Sainz jr.   | McLaren-Renault           | 0      | Uitlaat               | 7    |        |
| Bron: |     |                    |                           |        |                       |      |        |

S Daniel Ricciardo behaalde een extra punt voor het rijden van de snelste ronde.

## Tussenstanden wereldkampioenschap
Betreft tussenstanden voor het wereldkampioenschap na afloop van de race.

### Coureurs
| Pos. | Nr. | Coureur          | Constructeur              | Punten |
| ---- | --- | ---------------- | ------------------------- | ------ |
| 1    | 44  | Lewis Hamilton   | Mercedes                  | 157    |
| 2    | 33  | Max Verstappen   | Red Bull-Honda            | 110    |
| 3    | 77  | Valtteri Bottas  | Mercedes                  | 107    |
| 4    | 23  | Alexander Albon  | Red Bull-Honda            | 48     |
| 5    | 16  | Charles Leclerc  | Ferrari                   | 45     |
| 6    | 4   | Lando Norris     | McLaren-Renault           | 45     |
| 7    | 18  | Lance Stroll     | Racing Point-BWT Mercedes | 42     |
| 8    | 3   | Daniel Ricciardo | Renault                   | 33     |
| 9    | 11  | Sergio Pérez     | Racing Point-BWT Mercedes | 33     |
| 10   | 31  | Esteban Ocon     | Renault                   | 26     |

### Constructeurs
| Pos. | Constructeur              | Punten  |
| ---- | ------------------------- | ------- |
| 1    | Mercedes                  | 264     |
| 2    | Red Bull-Honda            | 158     |
| 3    | McLaren-Renault           | 68      |
| 4    | Racing Point-BWT Mercedes | 66 (81) |
| 5    | Ferrari                   | 61      |
| 6    | Renault                   | 59      |
| 7    | AlphaTauri-Honda          | 20      |
| 8    | Alfa Romeo-Ferrari        | 2       |
| 9    | Haas-Ferrari              | 1       |
| 10   | Williams-Mercedes         | 0       |